# 화순 오성산성
화순 오성산성(和順 烏城山城)은 대한민국 전라남도 화순군 화순읍에 있는 산성이다. 2001년 12월 13일 전라남도의 기념물 제193호로 지정되었다.

## 개요
오성산성은 화순읍과 동면의 경계 지점에 해당하는 해발290.4m의 오성산 일대에 있는 테뫼식 산성으로 오성산의 자연 지형을 최대한 이용하여 축조하였다. 산성의 전체길이는 약 675m 내외이다.
성벽은 능선이나 절벽을 이용하여 대부분 주변의 돌을 사용하였다. 성벽의 기단석은 큰돌을 사용하고 위로 올라갈수록 작은 돌을 사용하고 있는데 동벽은 산경사면을 깎아낸 후 자연석을 가공하여 한쪽 면만을 축조한 편축법으로 이루어졌다. 남벽은 건물지 앞의 능선사면을 이용하여 축조하였는데 그 일부는 산경사면을 깎아낸 후 양쪽에 돌을 쌓아 만들었다. 서벽은 가파른 능선을 깎아낸 후 가공한 자연석을 이용하여 축조하였으며 북벽은 가파른 능선과 절벽을 이용하였다. 건물터는 반원형을 띠고 있으며 앞에는 길다란 석축이 조성되어 있다. 우물은 건물터 앞쪽의 석축 밑에 있다. 성벽일대와 건물터에 어골문이나 수집문이 시문된 회백색 경질 암기와편들과 회백색인 회청색 경질토기 저부편, 백자 구연부편 등이 흩어져 있다.
구체적인 축조 시기나 축조 배경과 관련된 문헌기록이 없어서 정확한 성격을 파악하기는 어렵지만 화순읍에 가까운 요충지에 위치하고 있어 유사시에 즉시 입성하여 방어나 역습 등을 할 수 있는 전형적인 배후산성으로 생각된다. 이처럼 오성산성은 역사적, 학술적 가치가 크다.

## 참고 자료
- 화순 오성산성 - 국가유산청 국가유산포털